# Cereceda (Guadalajara)
Cereceda es una localidad española del municipio guadalajareño de Pareja, en la comunidad autónoma de Castilla-La Mancha.

## Historia
A mediados del siglo XIX, el lugar, por entonces con ayuntamiento propio, contaba con una población censada de 298 habitantes. La localidad aparece descrita en el sexto volumen del Diccionario geográfico-estadístico-histórico de España y sus posesiones de Ultramar de Pascual Madoz de la siguiente manera:

CERECEDA: v. con ayunt. en la prov. de Guadalajara (8 leg.), part. jud. de Cifuentes (4), aud. terr. de Madrid (17), c. g. de Castilla la Nueva, dióc. de Cuenca (14): sit. en llano al pie de un cerro, y combatida principalmente por los vientos N. y O., con clima destemplado, las enfermedades mas comunes son catarrales: tiene 68 casas; la de ayunt. que sirve de cárcel; un pósito nacional con el fondo de 90 fan. de trigo, escuela de instruccion primaria, concurrida por unos 20 alumnos de ambos sexos, á cargo de un maestro dotado con 500 rs.; una fuente de abundantes y buenas aguas, que provee al vecindario para beber y demas usos domésticos, sirviendo ademas para abrevadero de los ganados; y una igl. parr. (La Asuncion de Ntra. Sra.), aneja de la de La-Puerta; el cementerio se halla en parage que no ofende á la salud pública: confina el térm. N. y E. La-Puerta; S. Hontanillas, y O. Mantiel; dentro de esta circunferencia, se encuentran varios manantiales de buenas aguas, algunos pequeños huertos y una ermita (San Roque): el terreno participa de monte y llano de secano, con una pequeña vega, fertilizada por un riach. sin nombre que tiene su origen en el señ. de Solana y corre de E. á O.: hay algunos trozos de bosque los cuales proveen de combustible y dan pastos aunque pocos. caminos: los locales. de herradura y en mal estado. correo: se recibe y despacha miércoles y domingos, en la estafeta de Budia, por un baligero. prod.: trigo, cebada, avena, anis, judias, patatas, alazór y cerezas: cria ganado lanar, vacuno, mular y asnal; abundante caza de perdices, algunos conejos, liebres, lobos y zorras; en el riach. se cogen truchas. ind. y comercio: un molino harinero, y la arrieria á la que se dedican muchos vec., traficando en aceite, huevos, pescados, suela, cordoban y cereales en la parte que falta de rendimientos del término, para el consumo de los hab. pobl.: 76 vec., 298 alm. cap. prod.: 1.490,360 rs. imp.: 83,325. contr.: 4,564. presupuesto municipal, 1,500 rs. se cubre con los productos de propios y reparto vecinal en caso de déficit.
(Madoz, 1847, p. 325)

Actualmente tiene una población muy baja, pero casi 200 personas durante el verano, sobre todo en agosto.

## Demografía
| Gráfica de evolución demográfica de Cereceda entre 1842 y 1970 |
| |
| Población de derecho según los censos de población del INE Población de hecho según los censos de población del INEEntre el censo de 1981 y el anterior, este municipio desaparece porque se integra en el municipio Pareja |

## Patrimonio
En la localidad se encuentra la iglesia de Nuestra Señora de la Asunción, declarada en 2005 bien de interés cultural.
En la plaza del pueblo se encuentra la fuente donde los vecinos recogen el agua para beber, que proviene del manantial. A la entrada del pueblo se encuentra la Fuente Vieja, donde apenas casi sale agua proveniente del antiguo manantial que subsistía Cereceda. También se encuentra el lavadero, ahora en desuso, pero muy bien conservado. En las eras hay una pista de fútbol con cancha de baloncesto, pista de tenis y parque infantil. Cereceda tiene una biblioteca en la planta alta del ayuntamiento que se encuentra en la plaza de la Iglesia. En la ladera de la montaña se encuentra el cementerio y la ermita de San Roque, restaurada en 2014 ya que estaba en ruinas desde 1925, y que data del siglo XVI. En la cima, presidiendo la montaña, la cruz de Cereceda, a la que es posible su acceso por dos caminos. Se puede encontrar una referencia de Cereceda en Viaje a la Alcarria (1948) de Camilo José Cela, cuando el escritor narra su paso por la Vega después de estar en la Puerta camino a Durón, pero donde finalmente no visita Cereceda.

## Fiestas
La patrona de Cereceda es Nuestra Señora la virgen de la Asunción, cuyo día se celebra el 15 de agosto, junto con las fiestas patronales alrededor de dicha fecha, donde se realizan actividades para los niños, actividades de ocio, comidas y verbenas.